# Gramzow (Brandenburgia)
Gramzow – gmina w Niemczech, w kraju związkowym Brandenburgia, w powiecie Uckermark, siedziba urzędu Gramzow.
W latach 1288–1585 Gramzow był miastem.
W sąsiedztwie gminy przebiega autostrada A11, łącząca Berlin z granicą polsko-niemiecką, na której przechodzi w autostradę A6, prowadzącą do Szczecina.

## Toponimia i historia
Nazwa pochodzenia słowiańskiego, połabskie odosobowe *Grąb-šov znaczy dosłownie „gród Grąb-ša”. Na język polski tłumaczone jako Grąbczów lub Gręzowo.
Najstarsza znana wzmianka o miejscowości Gramsowe pochodzi z 1168. W 1177/78 został tu założony klasztor norbertanów. W 1687 osiedlili się tu francuscy hugenoci.

## Demografia
Wykres zmian populacji Gramzow w granicach z 2013 r. od 1875 r.: